# 화산중학교 (전남)
화산중학교(花山中學校)는 대한민국 전라남도 해남군 화산면 연정리에 있는 공립 중학교이다.

## 학교 연혁
- 1952년 4월 1일 : 화산중학교 개교
- 1952년 4월 1일 : 초대 교장 선지영 선생 취임
- 2013년 3월 1일 : 무지개학교 지정(2013 ~ )
- 2025년 1월 10일 : 제72회 3명 졸업(총 9,041명)
- 2025년 3월 1일 : 제30대 김몽주 교장 취임
- 2025년 3월 4일 : 2025학년도 신입생 11명 입학

## 참고 자료
- 화산중학교 - 한국교육학술정보원 학교알리미